# Usidzsima Micuru
Usidzsima Micuru (japánul: 牛島満, nyugaton: Mitsuru Ushijima) (1877. július 31. – 1945. június 22.) japán tábornok, később altábornagy a Császári Hadseregben, a második világháború végén Okinava védője.

## Élete

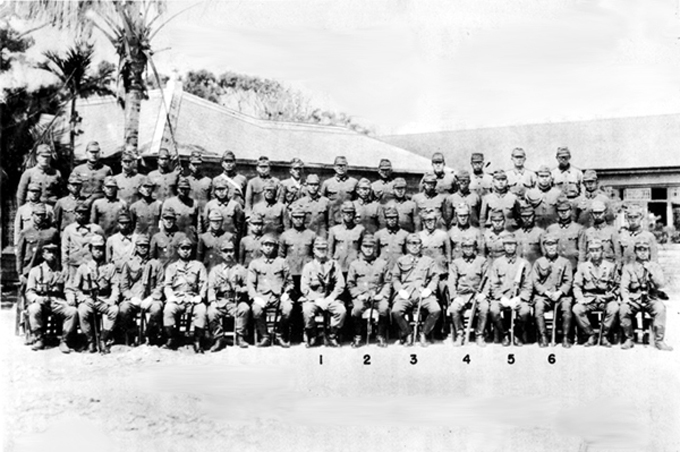
Okinava japán tisztjei: Ota Micuru (1), Usidzsima Micuru (2), Csó Iszamu (3), Kanajama Hitosi (4), Hongo Kikudzsi (5), Jahara Hiromicsi (6)

Usidzsima a kjúsúi Kagosima városában született, Japán déli részén. A Japán Császári Katonai Akadémián 1908-ban, a tokiói Vezérkari Főiskolán 1916-ban végzett. Diplomája megszerzése után Vlagyivosztokba került a Japán Expedíciós Haderőhöz. Részt vett a szibériai intervencióban, amelynek során a japán csapatok megszállták Külső-Mandzsúriát, a bolsevizmus elleni harc álcája mögött.
1933 és 1936 között a háborús minisztériumban töltött be adminisztrációs posztot. 1936 és 1937 között a hadsereg 1. gyalogezredének parancsnoka volt.
A második kínai-japán háború kezdetekor Usidzsimát kinevezték vezérőrnagynak: a 36. gyalogos dandár irányítását bízták rá. 1938-ban hívták vissza Japánba ahol a tojamai Katonai Gyalogsági Iskola igazgatója lett. 1939-ben altábornaggyá léptették elő, és a 11. hadosztály parancsnokává nevezték ki. Egységével Kínában és Burmában harcolt.
1941-ben tért vissza újra hazájába. A következő évben egy tiszti iskola igazgatójaként tevékenykedett. 1942 és 1944 között a Japán Császári Katonai Akadémiát vezette.
Ahogy a háború japán oldalról egyre reménytelenebbnek tűnt, Usidzsimát Okinavára vezényelték, hogy átvegye az újonnan alakított, 120 000 katonát számláló 32. hadsereg vezetését és megvédje a Rjúkjú-szigeteket az amerikai invázió elől. A 32. hadsereg a 9., 24., és 62. hadosztályból valamint a 44. önálló dandárból állt. A végső ütközet előtt a 9. hadosztályt Tajvanra helyezték át, az inváziós veszély miatt, ezzel gyengítve a rendelkezésére álló védőerőt. Okinava védelmét Nahából, a Suri várból irányította. Sikerült nagy ellenállást kifejtenie a megszálló erőkkel szemben, annak ellenére is, hogy sokszor nem értett egyet helyettesével, Cso Iszamu altábornaggyal, és vezérkari főnökével, Jahara Hiromicsi ezredessel.
1945. április 1-jén az amerikaiak partra szálltak és megkezdődött az Okinavai csata. Miután egy Cso által elrendelt támadás az akcióban részt vevő katonák lemészárlásával ért véget, Usidzsima úgy döntött, hogy az amerikai tűzerővel szemben csak a defenzív taktika lehet célravezető. Miután az amerikaiak bekerítették a Suri Vonalat, sikeres visszavonulást hajtott végre a katonáival a sziget déli része felé. Az új védelmi vonal nem bizonyult sikeresnek: a csapatok elszigetelődtek egymástól, és az amerikaiak egyesével számolták fel őket. Az új parancsnokságot a 89-es Dombon hozták létre, azonban ezt hamarosan elvágták mindenféle kommunikációs lehetőségtől. Ezután mintegy 12 000 katona adta meg magát, többségük helyi önkéntes vagy sorozott katona volt.
Usidzsima elutasította Simon Buckner tábornok ajánlatot a megadásról, és Cso altábornaggyal együtt rituális öngyilkosságot, szeppukut követett el. Jahara ezredes is kérte, hogy öngyilkosságot követhessen el, ám ezt Usidzsima megtagadta tőle, azzal az indokkal, hogy neki életben kell maradnia, hogy elmondja az igazságot a csatáról. Így Jahara ezredes lett az Okinavai csata legmagasabb rangú japán foglya, és később könyvet írt a csatáról.

## Fordítás
- Ez a szócikk részben vagy egészben  a   Mitsuru Ushijima című angol Wikipédia-szócikk ezen változatának fordításán alapul.  Az eredeti cikk szerkesztőit annak laptörténete sorolja fel. Ez a jelzés csupán a megfogalmazás eredetét és a szerzői jogokat jelzi, nem szolgál a cikkben szereplő információk forrásmegjelöléseként.